# Nicsara personata
Nicsara personata är en insektsart som beskrevs av Heinrich Hugo Karny 1926. Nicsara personata ingår i släktet Nicsara och familjen vårtbitare. Inga underarter finns listade i Catalogue of Life.